# Кочнев, Владимир Борисович
Владимир Кочнев (род. 8 июня 1983, г. Чайковский, Пермский край) — российский поэт.

## Биография
Родился в 1983 году в г. Чайковский, в семье инженера-электронщика (отец) и экономиста-бухгалтера (мать), в 2000-м переехал в Пермь, учился в ПГТУ (сейчас ПНИПУ) на экономиста, в 2002 поступил в художественное училище, чтобы стать живописцем, о чём написал повесть, изданную после в журнале «Урал» под названием «Дежавю», (в авторском варианте «Художник из ПУ»). В 2004 поступил в Литературный институт им. А. М. Горького, который окончил в 2010. c 2005 по 2008 жил и учился в Москве. Лауреат премии Дебют за 2007 в области поэзии. В 2013 году вышла книга стихов «Маленькие волки» в издательстве «Воймега». В книгу вошли тексты, написанные с 2004 по 2013 г. Лауреат Студенческой Волошинской премии за 2014 год за книгу стихов «Маленькие волки».
В 2017 году издательстве «Воймега» вышла книга стихов «В порту Шанхая», книгу издавали спешно и были разные варианты названий, этот был рабочим, но так и остался. Книга была меньшей по объёму (около 78 стр), чем первая (95 стр.) ., про книгу писали такие критики как Эмиль Сокольский (Дети Ра, 2018 год, номер 12) https://magazines.gorky.media/ra/2018/12/prochitannye-knigi-119.html , Книга вошла в длинный список премии «Московский счет» за 2018 год.
Про Кочнева писали такие критики как Олег Демидов, Эмиль Сокольский, Андрей Пермяков, Олег Григораш, Денис Безносов, Кирилл Корчагин.

## Дежавю (Художник из ПУ)
Первая повесть, опубликованная в «Урале» в 2008 году, повесть включает описание учёбы в художественном училище, является своеобразным романом воспитания для молодого человека, избравшего свой путь, написана сатирическим языком, текст включает много шуток и описаний персонажей, проникнута чувством оптимизма. По книге в 2013 году пытались снять фильм (режиссёр Алексей Романов), сценарий был написан Еленой Филимоновых, но проект не получил финансирования и был отложен. Книга вызвала самые разные отзывы и была прочитан самыми разными людьми.